# Gare de Mâcon-Ville
Gare de Mâcon-Ville – stacja kolejowa położona na linii Paryż – Marsylia, w Mâcon, w departamencie Saône-et-Loire, w regionie Burgundia-Franche-Comté, we Francji.
Została otwarta w 1854 roku przez Compagnie du chemin de fer de Paris à Lyon (PL). Oryginalny monumentalny budynek dworca działa François-Alexisa Cendriera został zniszczony pod koniec II wojny światowej i został zastąpiony przez budynek w stylu lat pięćdziesiątych. Stacja oryginalne nazywała się Mâcon aż do otwarcie stacji TGV: Mâcon-Loché TGV.
Obecnie jest zarządzana Société nationale des chemins de fer français (SNCF), obsługiwana przez pociągi TGV, jak także pociągi regionalne TER Bourgogne oraz ekspresowe.

## Galeria

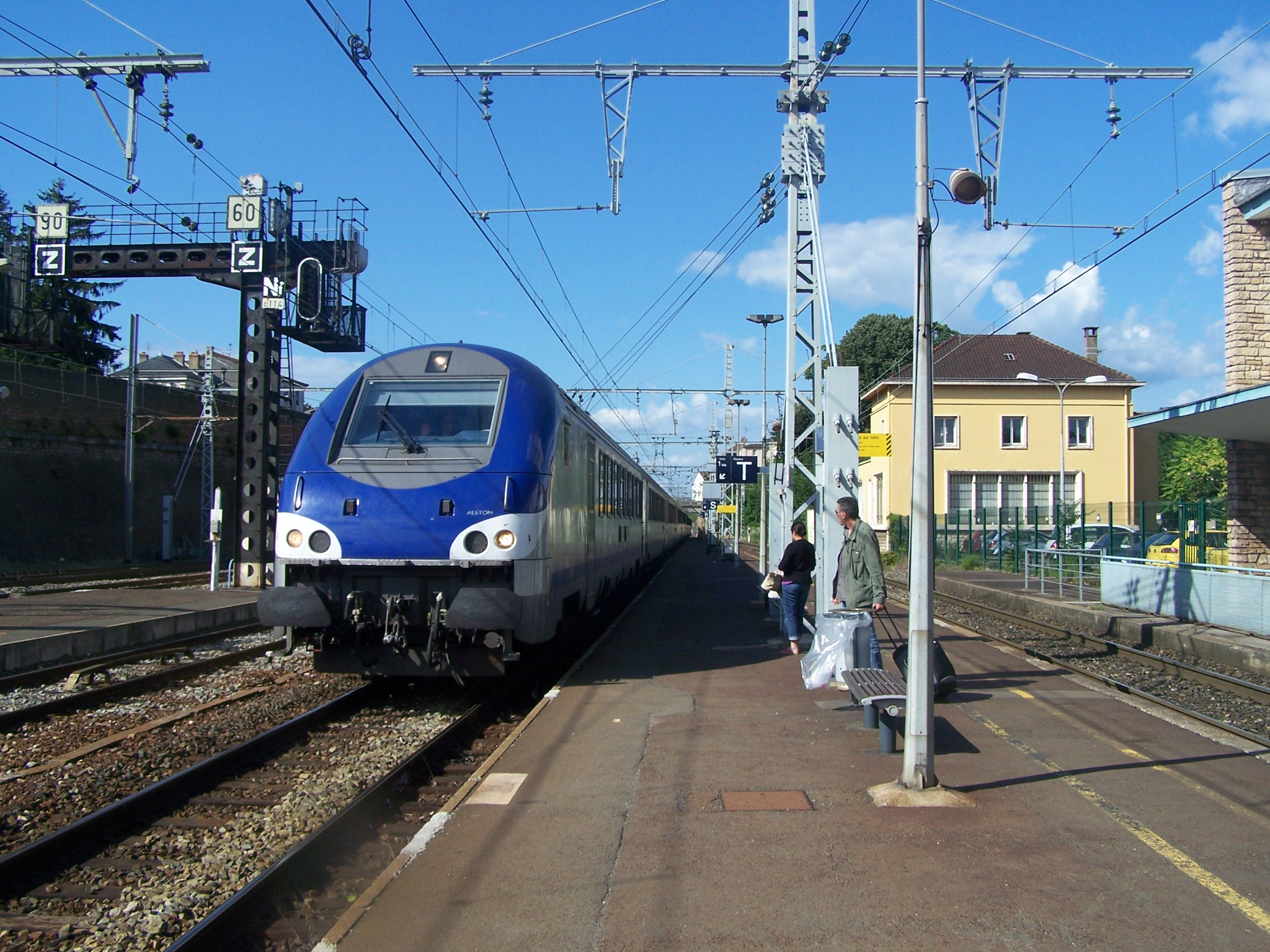
TER na dworcu (2008).
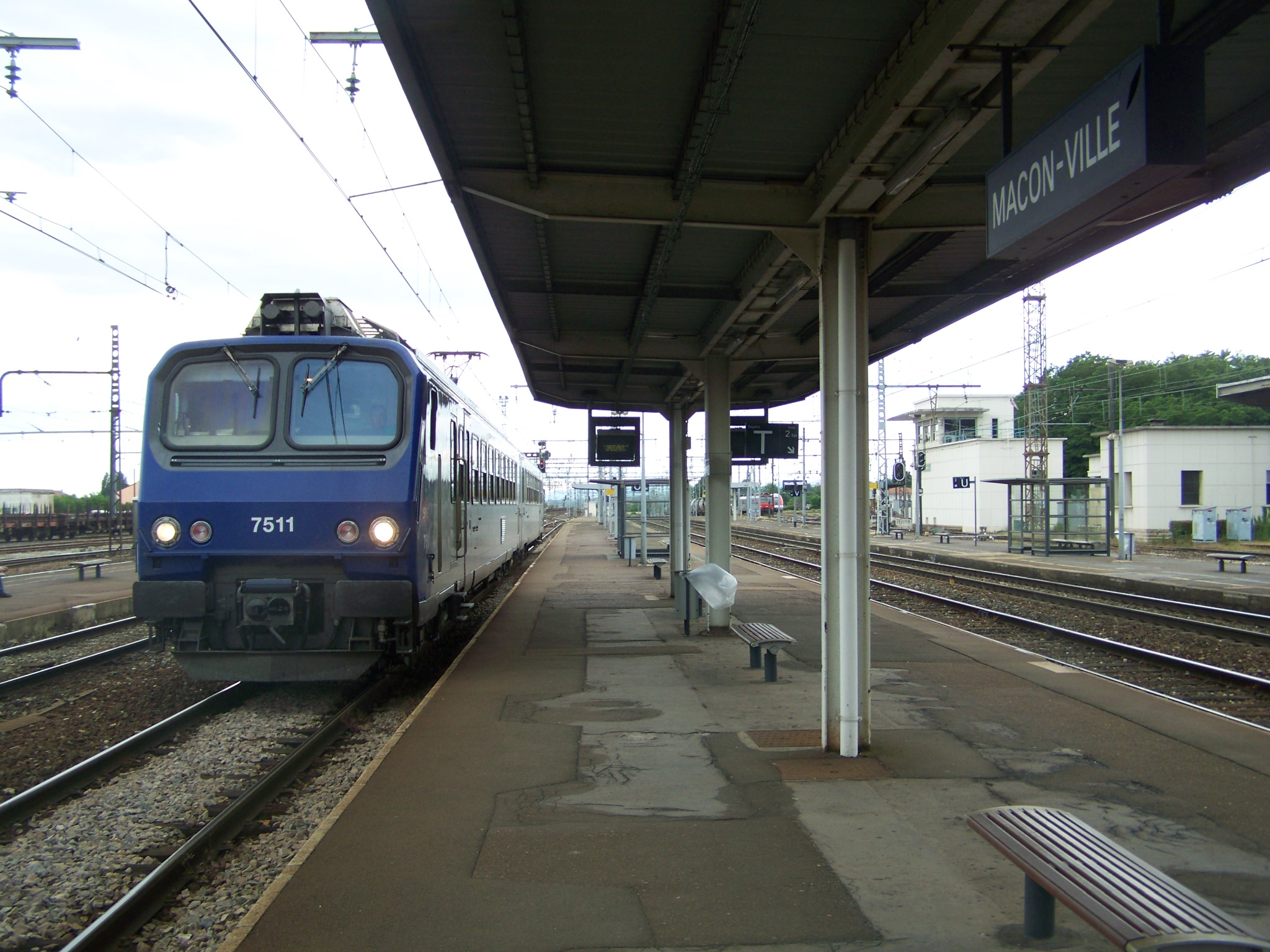
TER na dworcu (2009).